# Imants Bodnieks
Imants Dżemsowicz Bodnieks (ros. Имант Джемсович Бодниекс, ur. 20 maja 1941 w Rydze) – radziecki kolarz torowy pochodzenia łotewskiego, srebrny medalista olimpijski.

## Kariera
Największy sukces w karierze Imants Bodnieks osiągnął w 1964 roku, kiedy wspólnie z Wiktorem Łogunowem zdobył srebrny medal w wyścigu tandemów podczas igrzysk olimpijskich w Tokio. W zawodach tych reprezentanci ZSRR ulegli w finale ekipie Włoch w składzie: Angelo Damiano i Sergio Bianchetto. Był to jedyny medal wywalczony przez Bodnieksa na międzynarodowej imprezie tej rangi. Na rozgrywanych cztery lata później igrzyskach olimpijskich w Meksyku wspólnie z Ihorem Cełowalnykowem w tej samej konkurencji zajął piątą pozycję. Wystartował również na igrzyskach w Rzymie w 1960 roku, gdzie odpadł we wczesnej fazie eliminacji sprintu. Nigdy nie zdobył medalu na torowych mistrzostwach świata.